# Lars Emil Johansen
Pour les articles homonymes, voir Johansen.
Lars Emil Johansen, né le 24 septembre 1946 à Illorsuit, est un homme politique groenlandais, Premier ministre du Groenland de 1991 à 1997.
Auparavant enseignant, il est à la tête du Siumut, parti social-démocrate groenlandais de 1987 à 1997, et siège au Parlement du Groenland depuis sa création en 1979.

## Biographie
Il est né à Illorsuit, petit village près de Uummannaq, dans la municipalité de Qaasuitsup, fils de l'agent commercial Kristian Johansen et de la sage-femme de district Elisabeth Johansen, dont la mère avait été la première femme membre du conseil de campagne de 1959-1975.
En 1970, Johansen a terminé ses études d'enseignant et, l'année suivante, il a été élu au conseil de campagne du Groenland, la plus puissante autorité locale du Groenland avant la création du Landsting.
Il a été nommé commandant de l'ordre danois du Dannebrog et de l'ordre royal du mérite norvégien, ainsi que de deux types de Nersornaat, le Nersornaat d'argent et le Nersornaat d'or (médaille du Groenland pour service méritoire).
Ordre de Dannebrog, chevalier commandant de l'étoile norvégienne.